# Jacopo da Bologna
Jacopo da Bologna (fl. 1340 - 1386) foi um influente compositor e teórico musical italiano do Trecento, também tido como virtuoso harpista. Um dos primeiros compositores do século XIV, serviu às cortes de Mastino della Scala, em Verona (c. 1340 - 1345) e à corte dos Visconti, em Milão (c. 1345 - 1355).   Foi  considerado por seus contemporâneos, juntamente com Giovanni da Cascia e o Maestro Piero, como um dos maiores nomes da chamada Ars nova italiana. 
Escreveu um tratado sobre  notação musical - L'arte del biscanto misurato secondo el maestro Jacopo da Bologna -  e  concentrou-se  principalmente na composição de madrigais, canônicos. Atualmente, trinta e cinco trabalhos conhecidos são seguramente atribuídos a ele: 25 madrigais a duas vozes, sete madrigais a três vozes, uma caccia,  uma lauda-ballata e um moteto. A maior parte desses trabalhos remanescentes está contida no Codex Squarcialupi  (I-f 87).
Suas obras mais conhecidas são o madrigal Fenice fù e Non al suo amante più Diana piacque, sobre poema de Petrarca -  a quem possivelmente Jacopo conheceu.